# Pretty Face
Pretty Face (яп. プリティフェイス пурити фэйсу, букв. «Красивое лицо») — манга, созданная японским автором Ясухиро Кано. Повествует о жизни старшеклассника, чьё лицо после автокатастрофы было воссоздано по женской фотографии, найденной врачами у него в кармане. Манга печаталась в еженедельном журнале Shonen Jump компании Shueisha между маем 2002 и июнем 2003 года, окончившись 52-й главой. На английском языке лицензирована Viz Media.

## Сюжет
Старшеклассник и талантливый каратист Масаси Рандо страдает от неразделённой любви к однокласснице Рине Курими. Однажды, возвращаясь с турнира по карате, Масаси разбивается на школьном автобусе, в результате чего лицо героя оказывается изуродовано до неузнаваемости. После года, проведенного в коме, Масаси приходит в себя и узнаёт, что его лицо было восстановлено по фотографии Рины. Не зная, как на самом деле выглядел больной, пластический хирург использовал фотографию, найденную в кармане Масаси.
Вскоре герой узнаёт, что он был признан мёртвым, его родители переехали, а дом снесли. На обратной дороге к клинике Масаси встречает Рину, которая принимает его за свою давно пропавшую сестру-близнеца — Юну. Рина отводит Масаси домой и представляет как Юну, тот же изображает потерю памяти. Он мечтает вернуть собственное лицо, но для этого нужны фотографии.

## Персонажи
- Масаси Рандо (яп. 乱堂 政 Рандо: Масаси) — главный герой истории. Победитель национального чемпионата по карате и самый крутой парень в школе до аварии. Официально считается погибшим и живёт вместе с Риной под видом её сестры-близнеца. Частенько просит Манабэ помочь ему скрыть свой настоящий пол от других, категорически отвергая «окончательное превращение».
- Рина Куруми (яп. 栗見 理奈 Куруми Рина) — одноклассница Масаси, к которой тот питает романтические чувства. Находит его после операции на улице, и принимает за свою пропавшую сестру-близнеца.
- Юна Куруми (яп. 栗見 由奈 Куруми Юна) — сестра-близнец Рины. Собственно ею Рандо и притворялся большую часть манги.
- Дзюн Манабэ (яп. 真鍋 順 Манабэ Дзюн) — талантливый пластический хирург. Бесплатно сделал Рандо операцию по восстановлению лица и изменил пропорции тела до состояния девушки. Единственный человек, которому известен секрет Рандо. Регулярно пытается убедить его сделать операцию по смене пола, за что всегда бывает бит и обзываем извращенцем.
- Юкиэ Сано (яп. 佐野 雪江 Сано Юкиэ) — старшая из подруг Рины.
- Кэйко Цукамото (яп. 塚本 恵子 Цукамото Кэйко) — одна из лучших подруг Рины, которая часто заявляет, что не любит парней. Однако она очень любит животных и имеет большую коллекцию плюшевых зверей.
- Мидори Акаи (яп. 赤井 美都里 Акаи Мидори) — наиболее раскованная из подруг Рины, никогда не упускает случая пофлиртовать с мальчиками.

## Манга
| № | В Японии            | В Японии           | В США               | В США              |
| № | Дата публикации     | ISBN               | Дата публикации     | ISBN               |
| - | ------------------- | ------------------ | ------------------- | ------------------ |
| 1 | 4 октября 2002 года | ISBN 4-0887-3361-6 | 7 августа 2007 года | ISBN 1-42151-368-4 |
| 2 | 4 декабря 2002 года | ISBN 4-0887-3350-0 | 2 октября 2007 года | ISBN 1-42151-369-2 |
| 3 | 4 февраля 2003 года | ISBN 4-0887-3384-5 | 4 декабря 2007 года | ISBN 1-42151-370-6 |
| 4 | 1 мая 2003 года     | ISBN 4-0887-3423-1 | 29 января 2008 года | ISBN 1-42151-547-4 |
| 5 | 8 августа 2003 года | ISBN 4-0887-3497-2 | 1 апреля 2008 года  | ISBN 1-42151-644-6 |
| 6 | 4 ноября 2003 года  | ISBN 4-0887-3526-9 | 3 июня 2008 года    | ISBN 1-42151-645-4 |